# Thiudimir
Thiudimir (en gotique : 𐌸𐌹𐌿𐌳𐌰𐌼𐌴𐍂𐍃), également connu sous le nom de Théodemir (en grec moderne : Θεόδεμιρ), né vers 423–425 en Scythie et mort en 474 à Cyrrhus en Macédoine, est un roi des Ostrogoths de la dynastie des Amales, régnant de 468 à 474.
Fils de Vandalarius, il est également le père du roi Théodoric le Grand. Né païen, il se convertit à l'arianisme durant son règne.

## Biographie
Quand ses frères et lui succèdent à son père Vandalarius, son peuple est vassal du roi Attila des Huns.
Il participe donc aux conquêtes hunniques des terres romaines sur le Danube, et combat aux côtés d'Attila à la bataille des champs Catalauniques en 451. Après la mort d'Attila et la défaite des Huns à la bataille de la Nedao en 454, les Goths, conduits par son frère Valamir, s'établissent en Pannonie entre 456 et le début 457 (entre Sirmium et Vindobona),, avec l'appui de l'empereur Marcien.
Il règne conjointement avec ses frères Valamir et Vidimir, organisant le royaume Ostrogoth de Pannonie en trois régions (Valamir portant toutefois le titre officiel de roi). À la mort de Valamir (vers 468), sa partie du royaume est récupérée par le fils de Thiudimir, Théodoric.
En 468–469, il doit faire face à une coalition anti-ostrogothique formée par le roi suève Hunimund, soutenu par l'empereur byzantin Léon Ier.
En 473, Thiudimir et son fils Théodoric quittent la Pannonie, après une guerre pour son contrôle contre les Hérules, Gépides et Skires, traversent les Balkans et transfèrent leur royaume en Macédoine (son frère Valamir, lui, part avec une partie de leur peuple en Italie).
Thiudimir meurt en 474. Théodoric lui succède alors comme roi des Ostrogoths.

## Famille

### Mariage et enfants
De son union avec Ereuleva (440–500), princesse ostrogothe chrétienne, il eut :
- Théodoric (454-526) ;
- Amalafrida (mère du roi Théodat, puis mariée au roi des Vandales Thrasamund, un des petits-fils de Genséric[6] ;
- Thiudimund Amali[7] (cité en 479[8]) ;
- Argota Amali (morte en 479[8]).